# پترزبورگ (دلاویر)
پترزبورگ (به انگلیسی: Petersburg) یک منطقهٔ مسکونی در ایالات متحده آمریکا است که در شهرستان کنت، دلاویر واقع شده‌است. پترزبورگ ۱۷٫۰۷ متر بالاتر از سطح دریا واقع شده‌است.